# Curzio Curti
Curzio Curti (* 15. April 1847 in Cureglia; † 28. April 1913 in Lugano) war ein Schweizer Jurist, Politiker, Lehrer, Publizist und Tessiner Staatsrat der Freisinnig-Demokratischen Partei (FDP).

## Leben
Curzio Curti wurde als Sohn des Giuseppe Curti von Pambio und der Ernesta Veladini geboren. Er besuchte das Lyzeum in Lugano und promovierte später in Rechtswissenschaften an der Universität Basel. Eine Zeit lang lehrte er am Untergymnasium von Lugano italienische Literatur, Latein und Geschichte. 1873 war er Mitgründer und Redaktor der liberalen Zeitung Il Gottardo und wurde 1876 mit der Neuordnung des Kantonsarchivs beauftragt, ab 1877 wechselte er in den Anwaltsberuf infolge der „Säuberung“ der Staatsbeamtenschaft durch die konservative Regierung.
1883 war er Sekretär im Organisationskomitee des Eidgenössischen Schützenfestes in Lugano, dessen Präsident Emilio Censi war.
Er war der erste Präsident des am 11. April 1886 in Bellinzona gegründeten Club Alpino Ticinese. Im Jahr 1890 wurde er zum Stadtrat von Bellinzona gewählt und war als radikales Mitglied im Tessiner Grossrat und 1892 Mitglied des Verfassungsrates. 1893 wurde er in den Staatsrat gewählt, wo er das Innen-, Militär- und Baudepartement leitete. Im Jahr 1901 wurde er zum Richter des Appellationsgerichts ernannt, das er ab 1910 präsidierte.
Curti war einer der Settembristi die in Zürich wegen des Tessiner Putschs vom 11. September 1890 vor Gericht gestellt wurden. Er war Oberst der Schweizer Armee.